# 1931 dans les parcs de loisirs
| Années des parcs de loisirs : 1928 - 1929 - 1930 - 1931 - 1932 - 1933 - 1934    |
| Décennies des parcs de loisirs : 1900 - 1910 - 1920 - 1930 - 1940 - 1950 - 1960 |

## Parcs d'attractions

### Fermeture
- Luna Park à Paris ( France)

## Attractions

### Montagnes russes
| Nom               | Type / Modèle  | Constructeur                    | Lieu                                | Pays       |
| ----------------- | -------------- | ------------------------------- | ----------------------------------- | ---------- |
| Berg och dalbanan | Bois           |                                 | Gröna Lund                          | Suède      |
| Flying Turns      | Bois bobsleigh | Philadelphia Toboggan Company   | Rocky Point Park (en)               | États-Unis |
| Scenic Railway    | Bois           |                                 | Exposition coloniale internationale | France     |
| Thunderbolt       | Bois           | National Amusement Devices (en) | Willow Grove Park                   | États-Unis |
| Tickler           | Bois           | William F. Mangels (en)         | Kennywood                           | États-Unis |

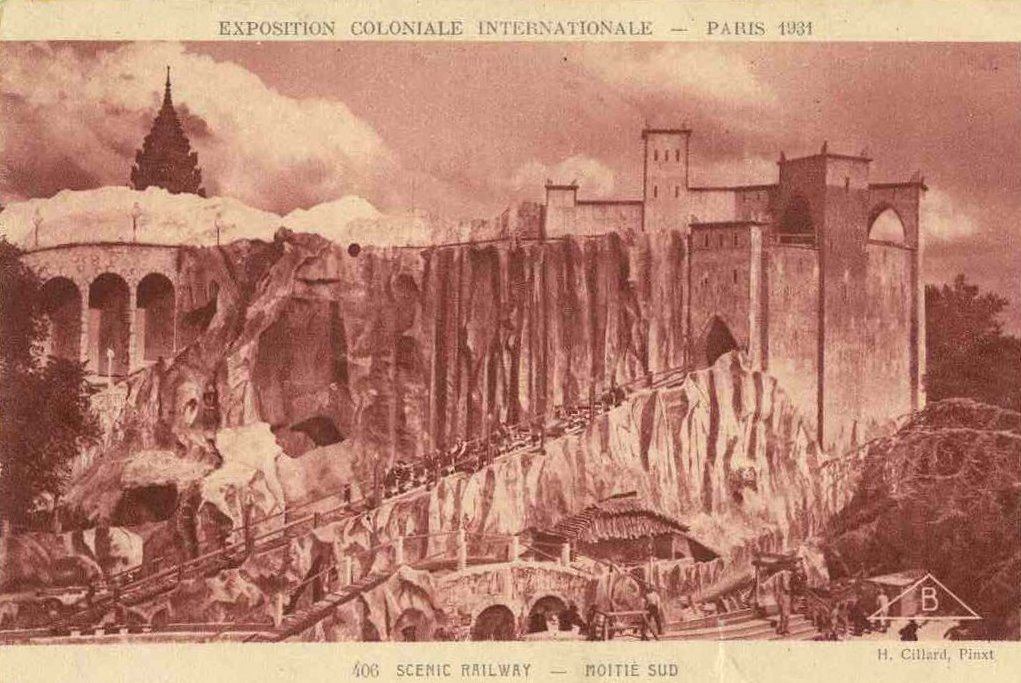
Scenic Railway à l'Exposition coloniale internationale

### Autres attractions
L'Exposition coloniale internationale voit la création du parc zoologique de Vincennes et de l'aquarium du palais de la Porte-Dorée.
| Nom            | Type / Modèle | Constructeur                  | Parc     | Pays       |
| -------------- | ------------- | ----------------------------- | -------- | ---------- |
| Merry-Go-Round | Carrousel     | Philadelphia Toboggan Company | Idlewild | États-Unis |